# Сіті-оф-те-Сан (Нью-Мексико)
Сіті-оф-те-Сан (англ. City of the Sun) — переписна місцевість (CDP) в США, в окрузі Луна штату Нью-Мексико. Населення — 33 особи (2020).

## Географія
Сіті-оф-те-Сан розташоване за координатами 31°50′49″ пн. ш. 107°39′1″ зх. д. / 31.84694° пн. ш. 107.65028° зх. д. (31.846824, -107.650144).  За даними Бюро перепису населення США в 2010 році переписна місцевість мала площу 0,75 км², уся площа — суходіл.

## Демографія
Згідно з переписом 2010 року, у переписній місцевості мешкала 31 особа в 25 домогосподарствах у складі 4 родин. Густота населення становила 41 особа/км².  Було 48 помешкань (64/км²).
Расовий склад населення:
| - 87,1 % — білих - 6,5 % — чорних або афроамериканців - 3,2 % — корінних американців - 3,2 % — осіб інших рас |

До двох чи більше рас належало 0,0 %. Частка іспаномовних становила 9,7 % від усіх жителів.
За віковим діапазоном населення розподілялося таким чином: 0,0 % — особи молодші 18 років, 35,5 % — особи у віці 18—64 років, 64,5 % — особи у віці 65 років та старші. Медіана віку мешканця становила 68,8 року. На 100 осіб жіночої статі у переписній місцевості припадало 121,4 чоловіків;  на 100 жінок у віці від 18 років та старших — 121,4 чоловіків також старших 18 років.
Цивільне працевлаштоване населення становило 0 осіб. 